# لینا استولز
لینا استولز (آلمانی: Lena Stolze؛ زادهٔ ۸ اوت ۱۹۵۶) بازیگر تلویزیون و سینمای اهل آلمان است.
از فیلم‌هایی که در آنها نقش داشته می‌توان به ماشنکا اشاره کرد.